# Viisireiu
Viisireiu est un village de la commune de Saarde du comté de Pärnu en Estonie.
Au 31 décembre 2011, il compte 53 habitants.